# Operazione Petrov
Operazione Petrov è il nome in codice di un'operazione antimafia condotta dai Carabinieri del comando provinciale di Trapani il 24 marzo 1994,  che scompaginò i mandamenti mafiosi del Trapanese.

## Storia
In seguito all'arresto nel maggio 1991 di Pietro Scavuzzo, appartenente al clan mafioso di Vita, questi decise nel luglio 1993 di diventare collaboratore di giustizia. Grazie alle sue dichiarazioni il reparto operativo dei Carabinieri guidato dal capitano Elio Dell'Anna nella notte del 24 marzo 1994 con questa operazione arrestò 54 presunti appartenenti ai clan della provincia (altri cinque furono arrestati nei giorni successivi).
Erano stati 74 i mandati di custodia cautelare emessi dai magistrati della Direzione distrettuale antimafia di Palermo coordinati dal procuratore aggiunto Luigi Croce, tra cui quelli per Vincenzo Virga, Mariano Asaro, Giuseppe Ferro, Vincenzo Sinacori, Salvatore Miceli, Andrea Mangiaracina, Natale Bonafede, Rosario Cascio, Niccolò Nicosia, Francesco Messina Denaro (già latitante), Francesco Pace, Salvatore Tamburello, Diego Burzotta, Luca Burzotta, ex consigliere comunale di Mazara del Vallo del partito socialista, l'ex sindaco Pri di Mazara Ignazio Giacalone e il consigliere provinciale Pri Vincenzo Calafato.
Ma si resero latitanti 15 boss, fra cui l'allora sconosciuto capo del mandamento Vincenzo Virga e Calogero Musso, fatto che fece ritenere ai magistrati che ci fossero talpe all'interno degli uffici investigativi.
Nel corso dell'operazione furono sequestrate anche numerose attività imprenditoriali.